# 漁夫王
漁夫王（いさなとりのおう、フィッシャーキング、Fisher King）は、アーサー王物語に登場するカーボネック城の主。本名はペラム王で、またロンギヌスの槍によって癒えない負傷を得たことから、不具の王（Wounded King）などとも呼ばれる。王が病むことにより王国も同様に病み、肥沃な国土は荒野へと変わってしまう。王の病を癒すために勇者たちが「聖杯」を探しに赴き、そのうちの一人が聖杯を探し当て王と王国を癒すことに成功する。
聖杯伝説においてはキーキャラクターであり、いくつものエピソードを持つ。作中ではアリマタヤのヨセフの子孫とされており、彼の子孫が聖杯探求に成功するとされている。マルカルは『ダヴェドの大公プイス』に登場するプイスが漁夫王の原型であるとしている。

## 作中の活躍
マロリー版では、まず旅の途中のベイリン卿のエピソードに登場。ベイリン卿を客人としてもてなすものの、ベイリン卿が漁夫王の弟を殺害してしまったため、ベイリン卿と戦いになる。初期は丸腰のベイリン卿に対し優勢に戦いをすすめるものの、ロンギヌスの槍を手にしたベイリン卿の一撃によって足に重傷を負ってしまう。しかも、この負傷は自然治癒しない呪われたものであったため、以後はずっと傷の痛みに苦しむことになる。
それからというもの、漁夫王は激しい苦痛を癒すこともできないまま、近所の川で魚を取って生計を立てていた。「漁夫王」の由来はここから来ている。漁夫王の王国も荒廃の一途をたどる。
その十数年後、聖杯探求が始まる。幾多の冒険を重ね、マロリー版では最終的には漁夫王の曾孫であるガラハッド卿が聖杯に到達し、ようやく漁夫王は苦痛から解放されるのであった。
また、パーシヴァルを主人公としたドイツのパルツィファル、ワーグナーのパルジファルでは名前がアンフォルタスになっているが、基本的な役割は同一。聖杯に到達したパーシヴァルによってロンギヌスの槍によって付けられた負傷を治療してもらっている。

## 関連書籍
- フィリップ・ヴァルテール（渡邉浩司訳）『漁夫王あるいは鮭の王？クレチアン・ド・トロワ「聖杯の物語」の一登場人物をめぐって』（人文研ブックレット12、2000年7月）